# 鍋島直与
鍋島 直与（なべしま なおとも、旧字体: 鍋島直與）は、肥前国蓮池藩8代藩主。蘭癖大名といわれ、著作に『仏蘭察誌』『欧羅巴諸図』がある。

## 生涯
寛政10年（1798年）5月3日、肥前佐賀藩第8代藩主・鍋島治茂の七男として佐賀城で生まれる。文化2年（1805年）に親族の神代直興（鍋島光茂の玄孫）の養子となり、諱を直珍（なおよし）、通称を弾正と名乗った。文化12年（1815年）に四兄の直道が養父の蓮池藩主・直温から廃嫡されたため、代わって養子に入り、諱を直與、通称を主税に改めた。神代家の家督は長兄・斉直の三男の賢在が継いだ。文化13年（1816年）4月4日、直温の隠居により19歳で家督を継いだ。
藩政では高島秋帆の長男・高島浅五郎を招聘して新式大砲を製造させ、さらに多くの蘭書を翻訳させた。財政再建のために綱紀粛正、倹約令、家臣団の知行削減などを行なっている。
文政６年（1823年）、昌平黌で古賀精里に学んだ同藩用人の満野荷州（順、代右衛門）を藩校・成章館の教授に任じた。また佐賀蘭学の祖・島本良順を侍医として招聘している。
これら一連の藩政の実力を評価されて、天保元年（1830年）には幕府より幕府若年寄と寺社奉行に推挙されかけたが、本家藩主の甥斉正の反対に遭って実現することなく終わった。
弘化2年（1845年）7月28日、長男の直紀に家督を譲って隠居した。しかしその後も隠居の身で藩政に介入している。退隠後、蓮池東館の近隣数町の土地を遊園として造成し「天賜園」と名付けた。六十四景で構成されていた。嘉永２年（1849年）２月、塩田から取り寄せた大石に自作の七言十律詩を彫らせた「雲庵道人帰田碑」を園内に建立した。
安政2年（1855年）3月、直與の命で鋳造が計画されていた西洋大砲数門が完成し、直與自ら官用船・長久丸で海路を塩田へ赴き、久間村（現在の嬉野市塩田町久間）高取山で試射が行われた。のちに大砲は城内杉山の武器庫に納められた。
同年４月、本藩医・大石良英を招き娘4人に種痘を施させた。
元治元年（1864年）11月9日、蓮池東館で死去した。享年67。ちょうど長州征討の時期と重なっていたため、喪の期間にあっても領内の具足師・鉄砲師・槍師・桶屋などは営業を許可された。

## 偏諱を与えた人物
- 鍋島与善（甥（兄・直道の子）。正式表記:鍋島與善、幼名:敬之助、1811-1839）

## 系譜
父母
- 鍋島治茂（実父）
- 甲斐善太夫の娘、側室（実母）
- 神代直興（養父）
- 鍋島直温（養父）

正室、継室
- 鶴子 ー 鍋島帯刀[注釈 1]の養女、日野資矩の次女（正室）
- 千万、遂子、千萬君 ー 二条治孝の娘、鍋島伊予守の養女、鍋島直正の養女、甘露寺国長の娘（継室）

側室
- 犬塚左馬五郎の娘
- 式部
- 田鶴
- 右京
- 小侍従
- 喜与

子女
- 鍋島直紀（長男）生母は千萬君（継室）
- 藤珍彦[注釈 2]（次男）
- 石井忠躬[注釈 3]（四男）生母は犬塚氏（側室）
- 婉（長女） ー 諫早一学室
- 鹿島熊次郎室
- 宗重正室 ー 鍋島直正の養女
- 敏子 ー 大関増勤正室
- 葛子 ー 鍋島直彬正室、鍋島直正の養女

養子
- 神代賢在